# 塔克縣 (西維吉尼亞州)
塔克縣（英語：Tucker County）是美国西維吉尼亞州東北部的一個縣，面積1,091平方公里。根據2020年美國人口普查，共有人口6,762人。縣治帕森斯（Parsons）。該縣成立於1856年3月7日，縣名紀念曾任代表弗吉尼亚州的聯邦眾議員的老亨利·聖喬治·塔克。

## 历史
塔克县于1856年从当时属于弗吉尼亚州的兰道夫县的一部分分离出来。1861年，根据惠灵会议的结果，塔克县与西弗吉尼亚州其他地区一起脱离弗吉尼亚州，继续留在联邦。
1863年，西弗吉尼亚州的各县被划分为乡镇，旨在鼓励地方政府。但这在农业占主导地位的西弗吉尼亚州并不切实际，1872年，乡镇被改为行政区。塔克县最初分为三个乡镇：黑福克、汉纳斯维尔和圣乔治，这三个乡镇于1872年成为行政区。次年，汉纳斯维尔成为利金区，1876年，两个新的行政区成立：克洛弗来自圣乔治的一部分，干福克来自黑福克的一部分。第六个区费尔法克斯于19世纪80年代成立，第七个区戴维斯于19世纪90年代从干福克区和费尔法克斯区的部分地区成立。
1889年至1893年间，帕森斯镇居民和圣乔治镇居民因县治所在地问题爆发了一场被称为塔克县治之争的争端。虽然这场“战争”中没有人丧生，但当帕森斯镇的一群武装人员冲进圣乔治镇，强行夺走县政府档案时，局势达到了高潮。
从1907年开始，宾夕法尼亚州匹兹堡的巴布科克木材公司在西弗吉尼亚州戴维斯市经营时，将整个塔克县的山脊全部砍伐殆尽。砍伐和砍伐的残留物将这片土地变成了“火药桶”。到 1910年，大火持续燃烧——有些地区从春天到第一场雪，持续了好几年——只留下薄薄的矿物土壤和裸露的岩石。1914年，该县的树木几乎全部被砍伐殆尽，地面持续燃烧了6个月。结果，曾经在山坡上产生巨大木材的表层土壤——包括西弗吉尼亚州有史以来砍伐的最大树木，一棵直径约13英尺、距离地面仅10英尺的白橡树——被冲刷到狭窄的山谷和低地，这些峡谷一直太窄，无法收获高产作物或饲养牲畜。无法控制的土壤侵蚀和洪水进一步破坏了该地区的土地并导致人口减少。直到今天，塔克县和周边地区仍保留着这场大火留下的伤痕。

## 地理
根据美国人口普查局的数据，该县总面积为421平方英里（1,090平方公里），其中419平方英里（1,090平方公里）为陆地，2.1平方英里（5.4平方公里或0.5%）为水域。

### 主要高速公路
- 美国219号国道
- 西弗吉尼亚州32号公路
- 西弗吉尼亚州38号公路
- 西弗吉尼亚州72号公路
- 西弗吉尼亚州90号公路
- 西弗吉尼亚州93号公路
- 西弗吉尼亚州48号公路

### 邻近县
- 普雷斯顿县（北部）
- 格兰特縣(東部)
- 兰道夫縣(南部)
- 巴伯縣(西部)

### 州立公园
- 黑水瀑布州立公园
- 迦南谷度假州立公园
- 费尔法克斯石州立公园

### 联邦土地
- 迦南谷国家野生动物保护区
- 多莉草地荒野
- 费诺实验林
- 莫农加希拉国家森林

### 国家自然地标
- 大溪沼泽
- 迦南谷
- 费舍尔泉溪沼泽

## 人口
| 调查年                                                      | 人口   | 备注  | %±     |
| ----------------------------------------------------------- | ------ | ----- | ------ |
| 1860                                                        | 1,428  |       | —      |
| 1870                                                        | 1,907  |       | 33.5%  |
| 1880                                                        | 3,151  |       | 65.2%  |
| 1890                                                        | 6,459  |       | 105.0% |
| 1900                                                        | 13,433 |       | 108.0% |
| 1910                                                        | 18,675 |       | 39.0%  |
| 1920                                                        | 16,791 |       | −10.1% |
| 1930                                                        | 13,374 |       | −20.4% |
| 1940                                                        | 13,173 |       | −1.5%  |
| 1950                                                        | 10,600 |       | −19.5% |
| 1960                                                        | 7,750  |       | −26.9% |
| 1970                                                        | 7,447  |       | −3.9%  |
| 1980                                                        | 8,675  |       | 16.5%  |
| 1990                                                        | 7,728  |       | −10.9% |
| 2000                                                        | 7,231  |       | −6.4%  |
| 2010                                                        | 7,141  |       | −1.2%  |
| 2020                                                        | 6,762  |       | −5.3%  |
| 2021年估计                                                  | 6,672  | [ 7 ] | −1.3%  |
| U.S. Decennial Census 1790–19601900–1990 1990–20002010–2020 |        |       |        |

### 2020 年人口普查
根据2020年美国人口普查，该县共有6,762人和2,790户家庭。普雷斯顿有4,650套住房。该县的种族构成为 95.5%白人、0.3%非裔美国人、0.1%亚裔、0.1%美洲原住民、0.3%其他种族，以及3.7%来自两个或多个种族。任何种族的西班牙裔或拉丁裔占人口的0.8%。
在2,790户家庭中，46.9%为已婚夫妇同居，27.6%为女性户主而无配偶在场，20.8%为男性户主而无配偶在场。平均家庭规模为3.09人。该县的中位年龄为51岁，14.9%的人口未满18岁。家庭收入中位数为49,808美元，贫困率为9.9%。

### 2010 年人口普查
根据2010年美国人口普查，该县共有人口7,141人、家庭3,057户和家族2,052个。人口密度为每平方英里17.0人（每平方公里6.6人）。共有住房单元5,346个，平均密度为每平方英里12.8单元（每平方公里4.9单元）。该县的种族构成为98.7%白人、0.2% 美洲印第安人、0.2% 黑人或非裔美国人、0.1%亚裔、0.1% 其他种族，以及0.6%来自两个或多个种族。 西班牙裔或拉丁裔占人口的0.6%。就血统而言，30.3%是德国人，15.7%是爱尔兰人，8.1%是美国人，7.9%是英国人，5.8%是荷兰人。
在3,057户家庭中，25.3%有18岁以下儿童与其同住，55.1% 为同居夫妇，7.5%有一位没有丈夫的女性户主，32.9%为非家庭，28.3%的家庭由个人组成。平均家庭规模为2.29，平均家庭规模为2.77。平均年龄为46.3岁。
该县家庭收入中位数为32,712美元，家庭收入中位数为43,307美元。男性收入中位数为34,321美元，女性收入中位数为22,938美元。该县人均收入为20,020美元。约有12.9%的家庭和17.7%的人口处于贫困线以下，其中18岁以下人口占20.3%，65岁及以上人口占20.7%。